# 超共轭效应

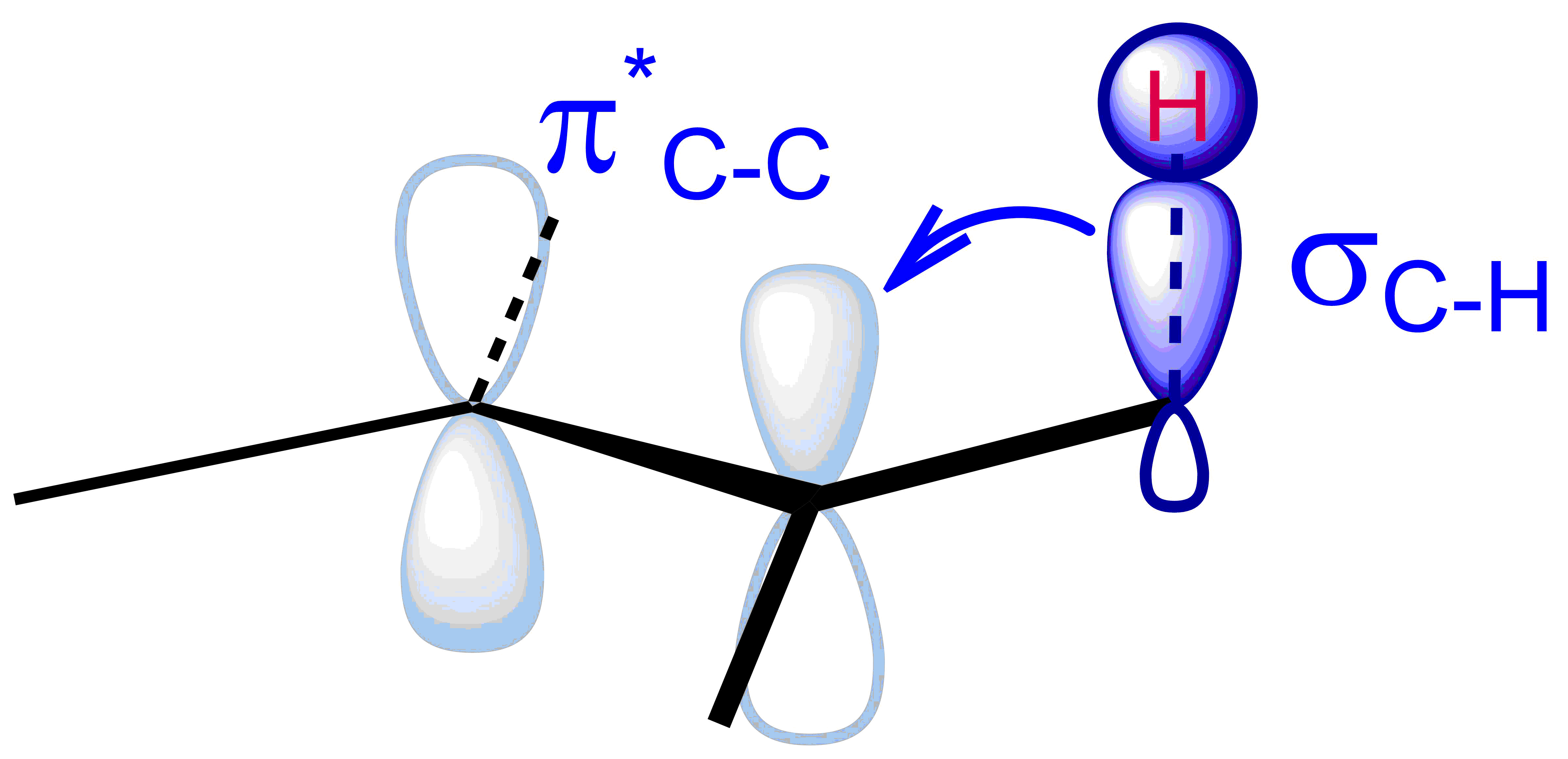
图例：烷基取代烯烃上σ轨道与π*轨道间的重叠起了稳化作用。

超共轭效应（英語：hyperconjugation，亦称σ-共轭或非键共振）在有机化学中用来描述一个σ键裡的电子（通常是C-H键）与相邻未填满的非键P轨道或反键π*轨道（或σ*轨道）间发生的相互作用，该相互作用能够使整个体系变得更稳定，这是由于该作用能够生成一个较大的分子轨道。对于一个碳陽离子来说，只有位于正电荷β位的键上的电子能够通过超共轭来稳定整个碳正离子。

## 历史
1939年，罗伯特·S·马利肯在他关于紫外光谱和共轭分子的研究中首次提出超共轭概念。他观察到随着烯上的烷烃增多，吸收光谱移向长波长端，即红移，他也首次提出造成取代烯烃的氢化热较低的原因是超共轭效应。在超共轭这个概念提出之前，人们已经在1935年提出了貝克-內森效应，并尝试用共轭效应来解释这一现象。

## 应用
超共轭也可以解释很多其他的化学现象，例如端基异构效应、偏轉效應、β-矽基效應、环外羰基的振动频率以及取代碳正离子的稳定性等。根据量子力学模型的推导，交叉式构象的优先性也可以由超共轭效应来解释，而不是老的教科书提到的位阻效应。

### 对化学性质的影响
超共轭效应能影响分子的结构与化学性质，主要体现在：
1. 键长：超共轭效应使σ键键长变短。例如，1,3-丁二烯与丙炔中C–C单键键长均为1.46Å，小于一般的C-C单键键长。对于1,3-丁二烯，可由电子离域解释，而丙炔无交叉的C-C双键，没有离域大π键，其C–C单键键长小于一般值是炔基的π键与甲基C-H键的σ-π超共轭导致的。
2. 偶极矩：1,1,1-三氯乙烷相比氯仿偶极矩大得多，这可能是氯仿中氯的p轨道与C-H键之间的超共轭减小了电子偏向氯的程度的缘故。
3. 生成热：有超共轭效应的分子，生成热大于键能的总和；丙烯的氢化热小于乙烯，1-丁烯氢化热大于丙烯。
4. 碳正离子的稳定性：(CH3)3C+ > (CH3)2CH+ > (CH3)CH2+ > CH3+。C–C σ键可自由旋转，碳正离子β位的C-H键能与其空p轨道发生σ-p超共轭而使其稳定。能发生超共轭的C-H键越多，碳正离子越稳定。